# 王穉登
王穉登（1535年—1614年），字百谷、百榖、伯榖，号半偈长者、青羊君、廣長庵主等，直隸长洲（今江蘇蘇州）人，晚明文人。

## 生平
嘉靖十四年七月二十二日（1535年8月20日）生。十歲即能寫詩。嘉靖末年，入太学，萬曆時曾召修國史。广交朋友，人稱俠士，又設計以性賄賂官員，曾結交名妓如马湘兰、薛素素等。萬曆十四年（1586年）與屠隆、汪道昆、王世贞等組織“南屏社”，與邢侗交往甚密。邢侗謂：“吾友王百榖先生含贞蹈和，苞素扬采。”钱谦益稱：“穉登妙于书及篆隶。……闽粤之人，过吴门者，虽贾胡穷子，必蹐门求一见，乞其片缣尺素，然后去。”王世贞评其书法“出入淳父（黄姬水）、公瑕（周天球），而加尖峭”。萬曆四十一年十二月二十二日（1614年1月31日），病逝。

## 軼事
《萬曆野獲編》載其身患梅毒，目微帶障，被詩人汪道貫作「身上楊梅瘡作果，眼中蘿蔔翳為花」句譏諷之事。

## 著作
著有《吴郡丹青志》、《处实堂集》等。

## 註解

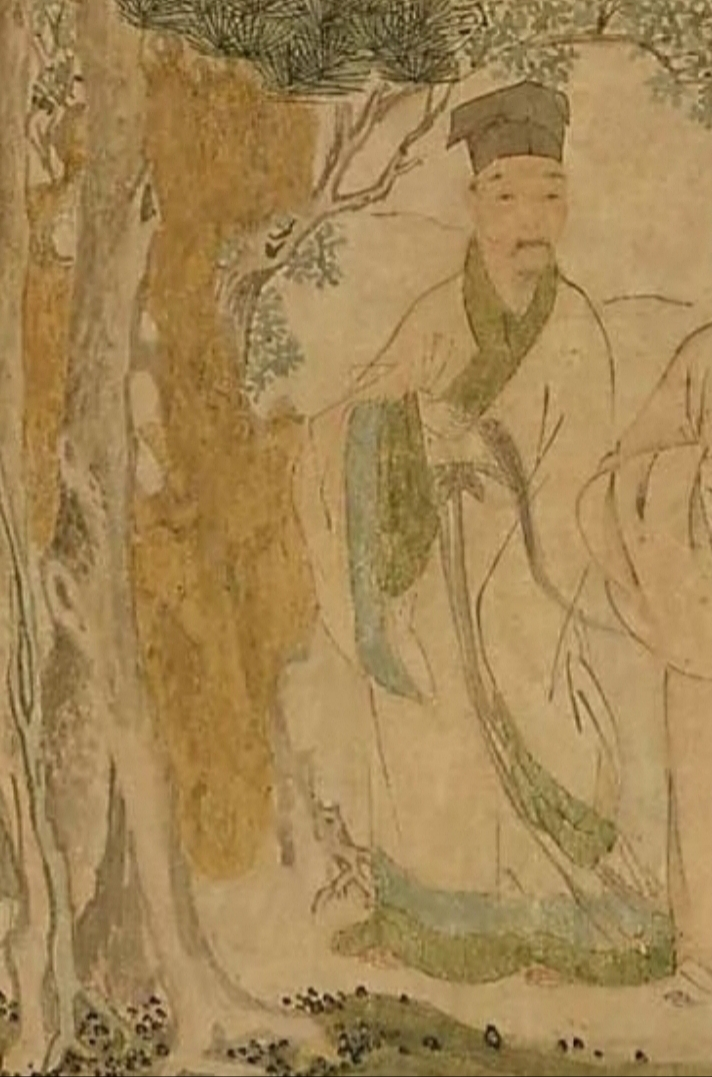
《青林高會圖》之王穉登像，明·黃存吾繪，現藏於明尼阿波利斯美術館

1. ↑  “穉”为“稚”的异体字。

## 延伸阅读
[在维基数据编辑]
 《明史卷二百八十八》，出自《明史》
 在维基共享资源阅览影像